# Други разред Београдског лоптачког подсавеза у фудбалу 1928/29.
II Разред група „Сава” Београдског лоптачког подсавеза у сезони 1928/29. бројао је 7 клуба. Виши степен такмичења је   Разред Београдског лоптачког подсавеза,
нижи ранг III Разред Београдског лоптачког подсавеза.
Златибор је променио име у Палилулац на ванредној скупштини клуба 16. септембра 1928. године.
За сезону 1929/30.
- Палилулац у разигравању за улазак у I Разред Београдског лоптачког подсавеза изгубио од Графичара.[1]
- Из  Разред су се пласирали
  - Спарта[а] Земун
  - Хајдук[б] („Мостар”[в]) Београд

Занимљивости у сезони 1928/29. годину
Цене улазница за првенствене утакмице, 10 динара седишта, 5 динара стајање и 2 динара за децу.
Само три утакмице је одиграна без голова
Чукарички — Славија, 27. октобра 1928.
Славија — Златибор, 2. априла 1929.
Карађорђе — Чукарички, 4. авгста 1929.
У Београдском лоптачком подсавезу било је 37 клуба
Први разред 6, Други разред 14 и Трећи разред 17 клубова

## Клубови
| 1. Чукарички, Београд ·          | 2. Славија, Београд ·  | 3. Раднички, Београд ·  | 4. Олимпија, Београд · |
| 5. Златибор/Палилулац, Београд · | 6. Руски СК, Београд · | 7. Карађорђе, Београд · |                        |

## Резултати по колима
| Ј Е С Е Н | Ј Е С Е Н |
| --------- | --------- |

| 30. септембра 1928.   |     |
| Чукарички — Златибор  | 3:3 |
| Карађорђе — Славија   | 0:1 |
| 21. октобаа 1928.     |     |
| Славија - Раднички    | 3:0 |
| 27. октобар 1928.     |     |
| Олимпија — Руски СК   | 6:1 |
| Чукарички — Славија   | 0:0 |
| 4. новмбра 1928.      |     |
| Олимпија — Славија    | 1:0 |
| 11. новембра 1928.    |     |
| Чукарички — Олимпија  | 2:0 |
| Карађорђе — Раднички  | 1:1 |
| 18. новембра 1928.    |     |
| Руски СК — Славија    | 1:3 |
| 2. децембра 1928.     |     |
| Олимпија — Златибор   | 1:1 |
| Чукарички — Карађорђе | 3:1 |
| 9. децембра 1928.     |     |
| Руски СК — Чукарички  | 2:3 |
| Олимпија — Карађорђе  | 4:0 |
| Раднички — Златибор   | 1:1 |
| 16. децембра 1928.    |     |
| Раднички — Олимпија   | 5:0 |
| 23. децембра 1928.    |     |
| Раднички — Руски СК   | 5:2 |
| Карађорђе — Златибор  | 2:4 |
| 30. децембра 1928.    |     |
| Руски СК — Карађорђе  | 2:2 |
| 21. априла 1929.      |     |
| Славија — Палилулац   | 0:0 |
| 28. априла 1929.      |     |
| Палилулац — Руски СК  | 1:3 |
| 26. маја 1929.        |     |
| Раднички — Чукарички  | 3:0 |

| П Р О Л Е Ћ Е | П Р О Л Е Ћ Е |
| ------------- | ------------- |

| 25. маја 1929.        |     |
| Палилулац — Карађорђе | 5:0 |
| 2. јуна 1929.         |     |
| Славија — Руски СК    | 6:2 |
| Раднички -— Карађорђе | 6:1 |
| 9. јуна 1929.         |     |
| Олимпија — Раднички   | 1:2 |
| 16. јуна 1929.        |     |
| Славија — Чукарички   | 3:3 |
| Руски СК — Раднички   | 3:2 |
| 23. јуна 1929.        |     |
| Руски СК — Олимпија   | 3:3 |
| Палилулац — Чукарички | 3:2 |
| 30. јуна 1929.        |     |
| Руски СК — Палилулац  | 0:1 |
| Чукарички — Раднички  | 1:1 |
| 7. јула 1929.         |     |
| Раднички — Славија    | 5:2 |
| Карађорђе — Олимпија  | 1:4 |
| Чукарички — Руски СК  | 1:1 |
| 14. јула 1929.        |     |
| Олимпија — Чукарички  | 1:0 |
| Палилулац — Раднички  | 2:1 |
| Карађорђе — Руски СК  | 2:3 |
| 21. јула 1929.        |     |
| Славија — Олимпија    | 5:1 |
| 28. јула 1929.        |     |
| Палилулац — Славија   | 3:2 |
| 4. августа 1929.      |     |
| Палилулац — Олимпија  | 5:1 |
| Карађорђе — Чукарички | 0:0 |
| 11. августа 1929.     |     |
| Славија — Карађорђе   | 8:0 |

## Резултати по клубовима
| #  | Клуб Домаћин                | ЧУК | СЛА | РАД | ОЛМ | ЗЛА | РУС | КАР |
| -- | --------------------------- | --- | --- | --- | --- | --- | --- | --- |
| 1. | Чукарички, Београд          | XXX | 0:0 | 1:1 | 2:0 | 3:3 | 1:1 | 3:1 |
| 2. | Славија, Београд            | 3:3 | XXX | 3:0 | 5:1 | 0:0 | 6:2 | 8:0 |
| 3. | Раднички, Београд           | 3:0 | 5:2 | XXX | 5:0 | 1:1 | 5:2 | 6:1 |
| 4. | Олимпија, Београд           | 1:0 | 1:0 | 1:2 | XXX | 1:1 | 6:1 | 4:0 |
| 5. | Златибор/Палилулац, Београд | 3:2 | 3:2 | 2:1 | 5:1 | XXX | 1:3 | 5:0 |
| 6. | Руски СК, Београд           | 2:3 | 1:3 | 3:2 | 3:3 | 0:1 | XXX | 2:2 |
| 7  | Карађорђе, Београд          | 0:0 | 0:1 | 1:1 | 1:4 | 2:4 | 2:3 | XXX |

| Победа домаћина | Нерешено | Пораз домаћина |

## Неке првенсвене утакмице
| 30. септембар 1928. година Стадион: СК Југославија Судија: г. Стокић (Београд) Корнери: 3:2, у корист Чукаричког | 30. септембар 1928. година Стадион: СК Југославија Судија: г. Стокић (Београд) Корнери: 3:2, у корист Чукаричког | 30. септембар 1928. година Стадион: СК Југославија Судија: г. Стокић (Београд) Корнери: 3:2, у корист Чукаричког |
| „Домаћин” | Резултат | „Гост” |
| --- | --- | --- |
| Чукарички, Београд                                                                                               | 3:3 (1:1) | Златибор, Београд                                                                                                |

| 30. септембар 1928. година Стадион: СК Југославија Судија: г. Обућина (Београд) Корнери: 4:2, у корист Карађорђа | 30. септембар 1928. година Стадион: СК Југославија Судија: г. Обућина (Београд) Корнери: 4:2, у корист Карађорђа | 30. септембар 1928. година Стадион: СК Југославија Судија: г. Обућина (Београд) Корнери: 4:2, у корист Карађорђа |
| „Домаћин” | Резултат | „Гост” |
| --- | --- | --- |
| Славија, Београд                                                                                                 | 1:0 (0:0) | Карађорђе, Београд                                                                                               |

| 11. новембар 1928. година Стадион: СК Југославија у 8:15 Судија: г. М. Живановић (Београд) | 11. новембар 1928. година Стадион: СК Југославија у 8:15 Судија: г. М. Живановић (Београд) | 11. новембар 1928. година Стадион: СК Југославија у 8:15 Судија: г. М. Живановић (Београд) |
| „Домаћин”                                                                                  | Резултат                                                                                   | „Гост”                                                                                     |
| ------------------------------------------------------------------------------------------ | ------------------------------------------------------------------------------------------ | ------------------------------------------------------------------------------------------ |
| Чукарички, Београд                                                                         | 2:0 (0:0)                                                                                  | Олимпија, Београд                                                                          |

| 18. новембар 1928. година Стадион: СК Југославија Судија: г. Паранос (Београд) | 18. новембар 1928. година Стадион: СК Југославија Судија: г. Паранос (Београд) | 18. новембар 1928. година Стадион: СК Југославија Судија: г. Паранос (Београд) |
| „Домаћин”                                                                      | Резултат                                                                       | „Гост”                                                                         |
| ------------------------------------------------------------------------------ | ------------------------------------------------------------------------------ | ------------------------------------------------------------------------------ |
| Славија, Београд                                                               | 3:1 (0:1)                                                                      | Руски СК, Београд                                                              |

| 16. децембар 1928. година у 10:15 Стадион: Соко Судија: г. М. Поповић (Београд) | 16. децембар 1928. година у 10:15 Стадион: Соко Судија: г. М. Поповић (Београд) | 16. децембар 1928. година у 10:15 Стадион: Соко Судија: г. М. Поповић (Београд) |
| „Домаћин”                                                                       | Резултат                                                                        | „Гост”                                                                          |
| ------------------------------------------------------------------------------- | ------------------------------------------------------------------------------- | ------------------------------------------------------------------------------- |
| Раднички, Београд                                                               | 5:0 (1:0)                                                                       | Олимпија, Београд                                                               |

| 23. децембар 1928. година Стадион: СК Југославија у 10:15 Судија: г. Бугарски (Београд) | 23. децембар 1928. година Стадион: СК Југославија у 10:15 Судија: г. Бугарски (Београд) | 23. децембар 1928. година Стадион: СК Југославија у 10:15 Судија: г. Бугарски (Београд) |
| „Домаћин”                                                                               | Резултат                                                                                | „Гост”                                                                                  |
| --------------------------------------------------------------------------------------- | --------------------------------------------------------------------------------------- | --------------------------------------------------------------------------------------- |
| Раднички, Београд                                                                       | 5:2 (0:1)                                                                               | Руски СК, Београд                                                                       |

## Статистика
| Статистички подаци                    | Статистички подаци                               |
| ------------------------------------- | ------------------------------------------------ |
| Одиграно кола                         | 12 од 12                                         |
| Број утакмица у колу                  | 3 од 3                                           |
| Одиграно утакмица                     | 36 од 36                                         |
| Број победа домаћих клубова           | 21                                               |
| Број утакмица без победника           | 6                                                |
| Број победа гостујућих клубова        | 9                                                |
| Укупно датих голова                   | 168                                              |
| по колу:                              | 14,00                                            |
| по утакмици:                          | 4,67                                             |
| Укупан број голова домаћих клубова    | 110                                              |
| по колу:                              | 9,17                                             |
| по утакмици:                          | 3,06                                             |
| Укупан број голова гостујућих клубова | 58                                               |
| по колу:                              | 4,83                                             |
| по утакмици:                          | 1,61                                             |
| Највећа победа домаћег клуба          | (+8) Славија, Београд — Карађорђе, Београд (8:0) |
| Највећа победа гостујућег клуба       | (-3) Карађорђе Београд — Олимпија, Београд (1:4) |
| Највише датих голова на утакмици      | (+8) Славија, Београд — Карађорђе, Београд (8:0) |
|                                       | Славија Београд — Руски СК, Београд (6:2)        |
|                                       |                                                  |

## Голгетер Другог разреда група „Сава”
| Ред | Име и презиме | Клуб |  |
| --- | ------------- | ---- |  |

| 1.       | Милорадовић  | Олимпија, Београд  | 5 |
| -------- | ------------ | ------------------ | - |
| 2.       | П. Сам       | Чукарички, Београд | 4 |
| 2.       | Грујић       | Славија, Београд   | 4 |
| 2.       | Пршић        | Олимпија, Београд  | 4 |
| 3.       | Швабић       | Славија, Београд   | 3 |
| 3.       | А. Карић     | Раднички, Београд  | 3 |
| 3.       | Шиловцен     | Руски СК, Београд  | 3 |
| 3.       | Кузмановић   | Палилулац, Београд | 3 |
| 4.       | Станић       | Чукарички, Београд | 2 |
| 4.       | Јовановић    | Чукарички, Београд | 2 |
| 4.       | Ратајац      | Чукарички, Београд | 2 |
| 4.       | Р. Петровић  | Олимпија, Београд  | 2 |
| 4.       | Радаковић    | Раднички, Београд  | 2 |
| 4.       | Ивановић     | Раднички, Београд  | 2 |
| 4.       | Мандушић     | Карађорђе, Београд | 2 |
| 4.       | Ристић       | Карађорђе, Београд | 2 |
| 4.       | Јегеров      | Руски СК, Београд  | 2 |
| 4.       | Стаменковић  | Палилулац, Београд | 2 |
| 5.       | Пецић        | Чукарички, Београд | 1 |
| 5.       | Ђорђевић     | Чукарички, Београд | 1 |
| 5.       | Витман       | Раднички, Београд  | 1 |
| 5.       | Обојевић     | Раднички, Београд  | 1 |
| 5.       | Ђенадић      | Раднички, Београд  | 1 |
| 5.       | Шрајбер      | Раднички, Београд  | 1 |
| 5.       | Поповић      | Раднички, Београд  | 1 |
| 5.       | Милкић       | Палилулац, Београд | 1 |
| 5.       | Миросављевић | Палилулац, Београд | 1 |
| 5.       | Сергијев     | Руски СК, Београд  | 1 |
| 5.       | Демарташев   | Руски СК, Београд  | 1 |
| 5.       | Јустијевић   | Руски СК, Београд  | 1 |
| 5.       | Максимовић   | Карађорђе, Београд | 1 |
| 5.       | Спасић       | Карађорђе, Београд | 1 |
| 5.       | Лунгуловић   | Карађорђе, Београд | 1 |
| 5.       | Марковић     | Олимпија, Београд  | 1 |
| Ауто—гол |              |                    |   |
| 1.       | Цветковић    | Карађорђе, Београд | 1 |
| Хеп—трик |              |                    |   |
| 1.       | Милорадовић  | Олимпија, Београд  | 1 |
| 1.       | Пршић        | Олимпија, Београд  | 1 |

## Табела
| М  | Клуб                        | Одиг | Поб | Нер | Пор | ДГ | ПГ | ГК    | Бод |
| -- | --------------------------- | ---- | --- | --- | --- | -- | -- | ----- | --- |
| 1. | Златибор/Палилулац, Београд | 12   | 7   | 4   | 1   | 29 | 16 | 1,813 | 18  |
| 2. | Раднички, Београд           | 12   | 6   | 3   | 3   | 32 | 17 | 1,882 | 15  |
| 3. | Славија, Београд            | 12   | 6   | 3   | 3   | 33 | 18 | 1,833 | 15  |
| 4. | Чукарички, Београд          | 12   | 3   | 6   | 3   | 18 | 18 | 1,000 | 12  |
| 5. | Олимпија, Београд           | 12   | 5   | 2   | 5   | 23 | 27 | 0,852 | 12  |
| 6. | Руски СК, Београд           | 12   | 3   | 3   | 6   | 21 | 34 | 5,250 | 9   |
| 7. | Карађорђе, Београд          | 12   | 0   | 3   | 9   | 12 | 41 | 0,293 | 3   |

Златибор је променио име у Палилулац на ванредној скупштини клуба
16. септембра 1928. године.
| За првака Другог разреда           | За првака Другог разреда | За првака Другог разреда | За првака Другог разреда |
| Датум                              | „Домаћин”                | Резултат                 | „Гост”                   |
| ---------------------------------- | ------------------------ | ------------------------ | ------------------------ |
| 1. септембар 1929.                 | Палилулац (Београд)      | 1:2                      | Графичар (Београд)       |
| 8. септембар 1929.                 | Графичар (Београд)       | 1:0                      | Палилулац (Београд)      |
| Графичар се пласирао у Први разред |                          |                          |                          |
|                                    |                          |                          |                          |

| 1. септембар 1929. година Стадион: СК Југославија у 8:00 часова Судија: г. Горанић (Београд), Публике око 1.000 „душа”. Корнери: 10:1, у корист Палилулца | 1. септембар 1929. година Стадион: СК Југославија у 8:00 часова Судија: г. Горанић (Београд), Публике око 1.000 „душа”. Корнери: 10:1, у корист Палилулца | 1. септембар 1929. година Стадион: СК Југославија у 8:00 часова Судија: г. Горанић (Београд), Публике око 1.000 „душа”. Корнери: 10:1, у корист Палилулца |
| „Домаћин” | Резултат | „Гост” |
| --- | --- | --- |
| Палилулац, Београд | 1:2 (1:1) | Графичар, Београд |

| 8. септембар 1929. година Стадион: СК Југославија у 8:00 часова Судија: г. Милан Николић (Београд) | 8. септембар 1929. година Стадион: СК Југославија у 8:00 часова Судија: г. Милан Николић (Београд) | 8. септембар 1929. година Стадион: СК Југославија у 8:00 часова Судија: г. Милан Николић (Београд) |
| „Домаћин”                                                                                          | Резултат                                                                                           | „Гост”                                                                                             |
| -------------------------------------------------------------------------------------------------- | -------------------------------------------------------------------------------------------------- | -------------------------------------------------------------------------------------------------- |
| Графичар, Београд                                                                                  | 1:0 (1:0)                                                                                          | Палилулац, Београд                                                                                 |